# Dinaromys bogdanovi
Campagnol de Martino, Campagnol de Nehring, Campagnol de montagne
Pour les articles homonymes, voir Campagnol de montagne et Martino.
Genre
Espèce
Répartition géographique
Statut de conservation UICN

 VU B2ab(i,ii,iv) : Vulnérable
Le Campagnol de Martino (Dinaromys bogdanovi) est une petite espèce de rongeur de la famille des cricétidés aux yeux bleus, agile et délicat. En français il est aussi appelé Campagnol de Nehring ou Campagnol de montagne.
C'est la seule espèce du genre Dinaromys.
On le trouve en Croatie, en Bosnie-Herzégovine, en Serbie, au Monténégro et en Macédoine. Il vit généralement en ville où il fait des ravages. En captivité c'est un animal attachant mais difficile à apprivoiser.
Synonyme possible : Dolomys milleri Nehring.

Les anglophones le nomment Martino's snow vole, soit campagnol des neiges de Martino.
Il ne faut pas confondre cette espèce avec les Campagnols des montagnes du genre Alticola.

### Publications originales
- Martino & Martino, 1922 : Note on a new Snow-Vole from Montenegro. Annals & Magazine of Natural History, sér. 9, vol. 9, p. 413 (texte intégral).
- Kretzoi , 1955 : Dolomys and Ondatra. Acta Geologica Hungarica, vol. 3, p. 347–355.